# Hyosciurus ileile
Hyosciurus ileile — вид гризунів родини Sciuridae. Вона є ендеміком Сулавесі, Індонезія, де її природним середовищем існування є субтропічні або тропічні сухі низинні луки.

## Характеристики
Hyosciurus досягає довжини голови та тіла приблизно від 21,3 до 25 сантиметрів і важить приблизно від 290 до 520 грамів. Хвіст має довжину приблизно від 7 до 12,5 сантиметра. Спина та хвіст темно-коричневі з чіткими чорними та піщано-коричневими плямами. Нижня частина тіла темно-коричнево-сіра зі змінною кремово-коричневою або білою міткою посередині живота, яка може виглядати як нечіткий ряд плям або перервана біла смуга від шиї до основи хвоста. Очі оточені лисим темним жовтувато-коричневим кільцем.

## Спосіб життя
Мешкає в первинних лісах низовин і середніх висот острова. Веде денний спосіб життя та живе переважно на лісовій підстилці, де, ймовірно, харчується здебільшого фруктами, насінням та личинками комах. Для пошуку потенційної їжі серед листя на лісовій підстилці використовує довгу морду та передні лапи з кігтями. Порівняно з гірським видом Hyosciurus зустрічається з дещо вищою щільністю популяції. Це пояснюється більшою часткою дубів і, як наслідок, більшою кількістю жолудів як джерела їжі. Вокалізація між видами суттєво відрізняється.